# Ерік Карлберг
Ерік Карлберг  (швед. Eric Carlberg, 5 квітня 1880 — 14 серпня 1963) — шведський стрілець, олімпійський чемпіон.

## Виступи на Олімпіадах
| Олімпіада      | Дисципліна                                                   | Місце     |
| -------------- | ------------------------------------------------------------ | --------- |
| Афіни 1906     | довільний пістолет, 25 м                                     | 11        |
| Афіни 1906     | довільний пістолет, 50 м                                     | 18        |
| Афіни 1906     | військовий револьвер, модель Гра 1873-1874 років, 20 м       | 18        |
| Афіни 1906     | військовий револьвер, 20 м                                   | 27        |
| Афіни 1906     | дуельний пістолет о-візе 20 м                                | 14        |
| Афіни 1906     | дуельний пістолет за командою, 25 м                          | 13        |
| Афіни 1906     | довільна гвинтівка, довільне положення, 300 м                | 29        |
| Афіни 1906     | військовий карабін, з коліна або стоячи, 300 м               | 28        |
| Лондон 1908    | шпага, особисті                                              | 4 p1 r1/4 |
| Лондон 1908    | довільний пістолет, 50 ярдів                                 | 33        |
| Лондон 1908    | шпага, командні                                              | 5T        |
| Лондон 1908    | довільний пістолет, 50 ярдів, командні                       | 5         |
| Лондон 1908    | дрібнокаліберна гвинтівка, 50 та 100 ярдів, командні         | 2         |
| Лондон 1908    | дрібнокаліберна гвинтівка, мішень, що зникає, 25 ярдів       | 9T        |
| Лондон 1908    | дрібнокаліберна гвинтівка, рухома мішень, 25 ярдів           | 15T       |
| Стокгольм 1912 | особисті                                                     | участь    |
| Стокгольм 1912 | шпага, командні                                              | 4         |
| Стокгольм 1912 | довільний пістолет, 50 м                                     | 12        |
| Стокгольм 1912 | довільний пістолет, 50 м, командні                           | 2         |
| Стокгольм 1912 | дуельний пістолет, 30 м                                      | 6         |
| Стокгольм 1912 | дуельний пістолет, 30 м, командні                            | 1         |
| Стокгольм 1912 | дрібнокаліберна гвинтівка, довільне положення, 50 м          | 17        |
| Стокгольм 1912 | дрібнокаліберна гвинтівка, 50 м, лежачи, командні            | 2         |
| Стокгольм 1912 | дрібнокаліберна гвинтівка, мішень, що зникає, 25 м           | 20        |
| Стокгольм 1912 | дрібнокаліберна гвинтівка, мішень, що зникає, 25 м, командні | 1         |
| Париж 1924     | швидкострільний пістолет, 25 м                               | 15        |

## Зовнішні посилання
- Досьє на sport.references.com [Архівовано 11 квітня 2011 у Wayback Machine.]

1. ↑  LIBRIS — Королівська бібліотека Швеції, 2013.